# Ant-Man et la Guêpe : Quantumania
Série l'univers cinématographique Marvel
Black Panther: Wakanda Forever
(2022) Les Gardiens de la Galaxie Vol. 3
(2023)
Série Ant-Man
Ant-Man et la Guêpe
(2018)
Pour plus de détails, voir Fiche technique et Distribution.
Ant-Man et la Guêpe : Quantumania (Ant-Man and the Wasp: Quantumania) est un film américano-australo-canadien réalisé par Peyton Reed, sorti en 2023.
Il s'agit du trente-et-unième film de l'univers cinématographique Marvel et du troisième film « solo » mettant en scène le personnage d'Ant-Man et la Guêpe. Le film introduit également le personnage de Kang le Conquérant, déjà apparu dans la première saison de la série Loki (2021). Le film entame la phase V de l'univers cinématographique Marvel.
Le film se déroule après les évènements liés à l'affrontement avec Thanos, Scott Lang et Hope Pym sont devenus célèbres dans le monde pour leurs actes de bravoure. Alors que Hope a repris l'entreprise familiale, Scott profite de sa nouvelle notoriété en tant qu'Avenger au point de négliger sa fille Cassie. À la suite d'un incident avec un appareil quantique, Ant-Man, la Guêpe, Hank Pym, Janet van Dyne et Cassie sont happés dans le Royaume quantique et vont ainsi découvrir l'étendue de cette mystérieuse dimension. Ils vont aussi devoir faire face à l'un des plus dangereux individus du multivers, Kang le Conquérant, ainsi qu'à MODOK, un étrange personnage dont l'identité n'est pas totalement inconnue aux yeux de Scott, Hope, Hank et Cassie.

## Synopsis
En 2026, trois ans après la guerre contre Thanos, Scott Lang alias Ant-Man et Hope van Dyne alias la Guêpe sont devenus célèbres dans le monde entier grâce à leur technologie quantique qui a permis aux Avengers de voyager dans le temps et de sauver le monde. Scott profite de sa notoriété grâce à son autobiographie, Look Out for the Little Guy!, tandis que Hope a repris l'entreprise de son père, Hank Pym, pour la transformer en une fondation qui utilise les particules de Pym à des fins humanitaires. Cassie, la fille de Scott, désormais âgée de 17 ans, commet quelques petits délits en utilisant son nouveau costume que Hank lui a fabriqué ce qui lui vaut parfois de la détention. Après un repas de famille, Cassie et Hank décident de leur révéler un projet sur lequel ils travaillent depuis longtemps : une sorte de télescope Hubble destiné au Royaume quantique. L'appareil permet une cartographie complète de la dimension et fonctionne comme un talkie-walkie. Janet van Dyne, effrayée par le fait d'envoyer un message dans la Dimension subatomique, éteint rapidement la machine de Cassie. Malheureusement, le signal est capté, l'appareil implose et toute la famille est brutalement happée dans le Royaume quantique.
Scott et Cassie sont alors séparés de Hope, Janet et Hank. Le duo est capturé par des autochtones, tandis que le trio se rend dans la cité d'Axia, pour aller à la rencontre de l'ancien acolyte et amant de Janet, Lord Krylar. Scott et Cassie font la rencontre de Jentorra et Quaz, les leaders d'un groupe rebelle, les « Combattants de la liberté », qui souhaitent renverser « le Conquérant », un mystérieux individu qui exerce un pouvoir tyrannique dans le Royaume quantique. La famille Pym apprend que Janet était une combattante très reconnue dans le Royaume quantique aux côtés de Krylar. Ce dernier, qui collabore désormais avec l'ennemi, ordonne l'arrestation de la famille. Ils réussissent à s'échapper en volant la navette de Krylar pour aller secourir Scott et Cassie. Ces derniers sont attaqués par l'armée du Conquérant et son bras droit cyborg, MODOK (acronyme de « Méca-organisme dont le seul objectif est le carnage »), qui se révèle être en fait Darren Cross qui, après sa défaite contre Scott, a été déformé par la destruction de son costume du Yellowjacket et qui s'est retrouvé avec une tête massive et des membres minuscules, l'obligeant à utiliser un fauteuil volant. Le duo est capturé et emprisonné dans la forteresse du Conquérant.
Dans la forteresse, MODOK révèle à Cassie qu'il a traqué son signal pour les mener dans cette dimension. Janet finit par révéler à Hank et Hope son secret : elle n'était pas la seule personne piégée dans le Royaume quantique. Elle a rencontré un scientifique, un voyageur qui s'était écrasé après avoir été dévié de sa trajectoire originelle. Il naviguait à bord d'un vaisseau capable de voyager à travers le multivers. Malheureusement, la source d’alimentation du vaisseau, une sorte de cœur multiversel, était gravement endommagé, lui et Janet se sont alors alliés pour le réparer afin de pouvoir rentrer chez eux. Après avoir réparé le Cœur, Janet, en touchant le vaisseau du scientifique (ce dernier étant « neurocinétique », c'est-à-dire mentalement connecté à celui-ci), a eu accès à son esprit. Elle l'a vu détruire des mondes et annihiler des flux temporels. Janet a alors vu qu'il était en réalité un conquérant impitoyable venant du XXXIe siècle qui se faisait appeler Kang. Elle a aussi découvert qu'il ne s'était pas retrouvé dans cette dimension par accident : son vaisseau avait été saboté afin de l'exiler dans le Royaume quantique, un lieu hors de l'espace et du temps, la seule dimension dont il ne s'échapperait pas.
Comprenant le danger que représentait Kang, Janet a ensuite volé le Cœur et l'a fusionné avec des particules de Pym, ce qui l'a fait exploser, laissant Kang encore plus isolé. Mais maintenant que Kang avait récupéré son armure high tech, il avait retrouvé le pouvoir nécessaire pour redevenir ce qu'il avait toujours été : un conquérant, avec des armes et une technologie qui dépassent de plusieurs siècles tout ce qu'on peut concevoir. Il s'est emparé de sa prison et en a fait son empire. Son seul but est dès lors de récupérer le Cœur, qui ne peut être réparé que par des particules de Pym. La famille décide de se rendre immédiatement dans l'ancien bastion de Janet.
Pendant ce temps, Scott et Cassie font la rencontre de Kang. Il leur révèle pourquoi il veut à tout prix quitter cette dimension : il ne vit pas selon une continuité temporelle et sait donc comment tout finira. Il cherche à empêcher la fin du multivers, qui selon lui, sera provoquée par ses Variants. Ce sont eux qui l'ont exilé dans ce royaume, par peur de ses agissements. Kang conclut donc un accord avec Scott : récupérer et rétrécir le Cœur en échange du temps qu'il a perdu avec Cassie pendant l'Éclipse. Scott refuse dans un premier temps mais finit par accepter après que Kang l'a torturé et a menacé de tuer Cassie sous ses yeux s'il ne coopérait pas. Scott se rétrécit et plonge alors dans le Cœur puis se retrouve coincé dans une « tempête d'hypothèses » (chaque choix que Scott fait aboutit à l'apparition d'un doppelgänger). Malgré l'entraide avec ses doubles, Scott n'arrive pas à rétrécir le Cœur. Il est sauvé in extremis par Hope, arrivée à temps. À deux, ils parviennent à récupérer le cœur. La famille, désormais réunie, confronte Kang. Ce dernier brise alors l'accord qu'il avait avec Scott, il récupère de force le Cœur et capture Janet.
Conduite devant le vaisseau de Kang, ce dernier explique à Janet que le temps est détraqué à cause de ses Variants. Selon lui, ils se sont comportés comme des enfants en jouant avec le temps à travers le multivers. Mais lui a vu le chaos qu'ils ont engendré se répandre à travers les réalités, avec des univers qui se sont percutés, des incursions sans fins, et un multivers à l'agonie. Il a donc décidé de prendre les commandes du multivers en lançant une guerre contre ses Variants. Janet en déduit qu'il veut seulement détruire tous les univers qui représentent une menace pour lui et qu'il veut se venger de ses Variants. Pendant ce temps, Cassie parvient à s'enfuir. Scott et Hope se rendent compte que Hank est parvenu à retrouver sa colonie de fourmis, qui avait été également entraînée dans le Royaume quantique. Mais Hank leur explique que ce sont elles qui ont retrouvées sa trace et qu'elles avaient traversé une sorte de dilatation temporelle et vécu l'équivalent de milliers d'années en 24 heures, avec les progrès technologiques et scientifiques qui vont avec, jusqu'à atteindre un niveau de développement inimaginable. Au même moment, Cassie réussit à libérer Jentorra. Par transmission holographique, Kang explique à son armée et aux habitants du Royaume quantique que c'est depuis sa forteresse qu'il prendra sa revanche sur ceux qui l'ont banni et que lui et son armée partent à la conquête de l'éternité. Mais alors qu'il mentionne la Dynastie Kang, la transmission est soudain interrompue par Cassie, qui tente de convaincre les rebelles de venir les aider à renverser le Conquérant. Ce dernier ordonne à MODOK de la tuer. Cette dernière et Jentorra libèrent d'autres rebelles, mais c'est alors que Cassie est pourchassée par MODOK.
Kang lance la séquence de lancement et Scott arrive avec une taille gigantesque. Il commence à détruire la forteresse mais il est vite dépassé par le nombre de vaisseaux contre lui et Hope. Ils sont alors aidés par l'arrivée des rebelles qui ont tous répondu présent à l'appel de Cassie. Cette dernière devient également gigantesque et met MODOK à terre et lui suggère de changer. Scott parvient à empêcher le lancement de la forteresse. Kang décide d'intervenir en personne et élimine de nombreux rebelles, qui battent donc en retraite. Scott, Hope et Cassie se lancent dans un combat contre Kang, mais il repousse aisément leurs attaques, car il a déjà eu affaire à de nombreux Avengers au cours de ses conquêtes. C'est alors que Hank arrive avec une immense armée de fourmis. MODOK arrive à son tour et se retourne contre Kang. Il brise le bouclier énergétique de Kang et ce dernier est aussitôt attaqué et emporté par les fourmis. MODOK meurt de ses blessures. Janet prend le contrôle du tableau de bord de la forteresse et utilise le Cœur pour créer un portail menant vers la Terre. Toute la famille retourne sur Terre tandis que Scott est retenu par Kang, qui engage un combat singulier contre Scott. Ce dernier étant très affaibli, utilise ses dernières particules de Pym pour endommager le Cœur. Hope, revenue sauver Scott, réussit à exposer Kang au Cœur. Il est alors brutalement aspiré par celui-ci et explose, le tuant sur le coup. Cassie réussit à rouvrir un portail vers le Royaume quantique et sauve son père.
Plus tard, alors que Scott retrouve sa vie quotidienne, il se demande s'ils avaient vraiment vaincu Kang et repense à l'avertissement de ce dernier sur ce qui allait se passer s'il ne quittait pas le Royaume quantique. Ne voulant plus penser à cela, il organise avec Hope, Janet et Hank une fête pour tous les anniversaires de Cassie qu'il a manqué.
Scène inter-générique
Dans un lieu hors des flux temporels, où se trouve une arène avec tout autour des immenses statues à l'effigie de Kang, Scarlet Centurion, un Variant de Kang, alerte le pharaon Rama-Tut, un autre de ses Variants, au sujet de la mort du Conquérant. Soudain, un autre de leur Variant se présente à eux : il s'agit d'Immortus. Ce dernier leur révèle que sa mort n'est l'œuvre d'aucun d'entre eux. Immortus informe Rama-Tut et Centurion que les responsables de sa mort sont désormais en contact avec le multivers, et que s'ils ne font rien pour les arrêter, ils s'empareront de tout ce que les Variants de Kang ont bâti (la Dynastie Kang). Tous les trois observent le multivers. Immortus estime qu'ils ont déjà perdu assez de temps. Il a donc convoqué tous les Variants pour décider des mesures à prendre. Dans les gradins de l'arène, des milliers de Variants de Kang déchaînés observent l'arrivée d'Immortus, de Rama-Tut et du Centurion…
Scène post-générique
Au XIXe siècle, sur une petite scène de théâtre de l'Exposition universelle de 1893, Victor Timely, un Variant de Kang, prononce un discours sur le temps devant un public captivé. Au centre de la scène, on distingue un prototype similaire au Cœur multiversel de Kang. « Le temps est l'essence de toutes choses. Il façonne nos vies. Mais peut-être pouvons-nous le façonner nous aussi ? ». Dans l'assistance, Loki murmure à l'agent du TVA Mobius : « C'est cet homme. » Mobius est étonné, car vu comment Loki l'a décrit il s'attendait à un personnage effrayant. D'un ton grave, Loki répond : « Il l'est… ».

## Fiche technique
Sauf indication contraire, les informations mentionnées dans cette section peuvent être confirmées par les bases de données cinématographiques IMDb et Allociné,  présentes dans la section « Liens externes ».
- Titre original : Ant-Man and the Wasp: Quantumania
- Titre français : Ant-Man et la Guêpe : Quantumania
- Réalisation : Peyton Reed
- Scénario : Jeff Loveness, d'après le personnage Ant-Man créé par Stan Lee, Larry Lieber et Jack Kirby, d'après le personnage Wasp créé par Stan Lee, Ernest Hart et Jack Kirby
- Musique : Christophe Beck
- Direction artistique : Firat Averbek, Alice Biddle, Dean Clegg, Gregory Fangeaux, Jordana Finkel, Liam Georgensen, Nick Gottschalk, Tara Ilsley, Katrina Mackay, Hugh McClelland et Katia Najera
- Décors : Will Htay
- Costumes : Sammy Sheldon
- Photographie : Bill Pope
- Son : Kimberly Patrick, Bonnie Wild, Donnie Little
- Montage : Adam Gerstel et Laura Jennings
- Production : Kevin Feige et Stephen Broussard
  - Production déléguée : Victoria Alonso (en), Louis D'Esposito (es), Kevin de la Noy
  - Coproduction : Mitchell Bell et Laura Stoltz
- Sociétés de production[1] :
  - États-Unis : Marvel Studios et Walt Disney Pictures
  - Australie : The South Australian Film Corporation
  - Canada : Québec Production Services Tax Credit[2]
- Société de distribution : Walt Disney Studios Motion Pictures (États-Unis et Canada) ; The Walt Disney Company France (France)
- Budget : 200 millions de $[3]
- Pays de production :  États-Unis,  Australie,  Canada
- Langue originale : anglais
- Format[4] : couleur (ACES) - D-Cinema / DCP Digital Cinema Package - 2,39:1 (Cinémascope) (Panavision) - son Auro 11.1 | Dolby Atmos | IMAX 6-Track | Dolby Surround 7.1 | DTS (DTS: X)
- Genres : action, aventures, comédie, science-fiction, super-héros
- Durée : 126 minutes
- Dates de sortie[5] :
  - États-Unis : 6 février 2023 (première mondiale au Fox Theatre à Los Angeles)[6] ; 17 février 2023 (sortie nationale)
  - France, Belgique, Suisse romande : 15 février 2023[7],[8],[9]
  - Australie : 16 février 2023
  - Québec : 17 février 2023[10]
- Classification[11] :
  - États-Unis : accord parental recommandé, film déconseillé aux moins de 13 ans (PG-13 - Parents Strongly Cautioned)[Note 7]
  - Australie : recommandé pour les personnes de plus de 15 ans (M - Mature)
  - Canada (Alberta / Colombie-Britannique) : certaines scènes peuvent heurter les enfants - accord parental souhaitable (PG - Parental Guidance)
  - Québec : tous publics - déconseillé aux jeunes enfants (G - General Rating)[10]
  - France : tous publics[12]
  - Belgique : potentiellement préjudiciable jusqu'à 12 ans (Mogelijk schadelijk voor kinderen onder de 12 jaar)[8],[13]
  - Suisse romande : interdit aux moins de 12 ans[14]

## Distribution
Sauf indication contraire, les informations mentionnées dans cette section peuvent être confirmées par la base de données cinématographiques IMDb,  présente dans la section « Liens externes ».
- Paul Rudd (VF : Damien Boisseau ; VQ : Patrice Dubois) : Scott Lang / Ant-Man
- Evangeline Lilly (VF : Laëtitia Lefebvre ; VQ : Isabelle Leyrolles) : Hope van Dyne / la Guêpe
- Jonathan Majors (VF : Diouc Koma ; VQ : Philippe Racine) : Kang le Conquérant ; Immortus, Rama-Tut, Scarlet Centurion et l'intégralité des Variants de Kang (scène inter-générique) ; Victor Timely (scène post-générique)
- Michael Douglas (VF : Hervé Jolly ; VQ : Jacques Lavallée) : Henry « Hank » Pym
- Michelle Pfeiffer (VF : Emmanuèle Bondeville ; VQ : Élise Bertrand) : Janet van Dyne
- Kathryn Newton (VF : Margaux Maillet ; VQ : Lauriane S. Thibodeau) : Cassandra « Cassie » Lang
- Corey Stoll (VF : Pierre Tessier ; VQ : Adrien Bletton) : Darren Cross / MODOK (capture de mouvement, trait facial et voix)
- Katy O'Brian (VF : Ninon Moreau ; VQ : Mounia Zahzam) : Jentorra
- David Dastmalchian (VF : Donald Reignoux ; VQ : Benoit Éthier) : Veb (voix) / Kurt (scènes coupées)
- William Jackson Harper (VF : Mike Fédée ; VQ : Patrick Emmanuel Abellard) : Quaz
- Bill Murray (VF : Bernard Métraux ; VQ : Marc Bellier) : Lord Krylar
- James Cutler (VF : Antoine Tomé ; VQ : Paul Sarrasin) : Xolum
- Gregg Turkington (VF : Gérard Surugue ; VQ : Alain Zouvi) : Dale
- Grahame Fox : M. Brocoli
- Ruben Rabasa : Ruben, le propriétaire du café
- Durassie Kiangangu : Furry Face
- Randall Park (sans dialogue) : l'agent Jimmy Woo (caméo)
- Patricia Belcher : une passante (caméo)
- Mark Oliver Everett : un passant demandant à Scott une photo avec son chien (caméo)
- Tom Scharpling : N'Brij (caméo)
- Tom Hiddleston (VF : Alexis Victor ; VQ : Frédéric Millaire-Zouvi) : Loki (caméo, scène post-générique, non crédité, images tirées de l'épisode 3 de la saison 2 de Loki)
- Owen Wilson (VF : Éric Legrand ; VQ : François-Simon Poirier) : Mobius (caméo, scène post-générique, non crédité, images tirées de l'épisode 3 de la saison 2 de Loki)
- version française réalisé par la société de doublage Dubbing Brothers[15], sous la direction artistique de Thierry Desroses[15], avec une adaptation des dialogues de Philippe Sarrazin[Note 8].

 Source et légende : version française (VF) sur RS Doublage et selon le carton du doublage français cinématographique
- Version québécoise produite par la société de doublage Difuze[16], sous la direction artistique de Frédéric Desager[16], avec une adaptation des dialogues faite en France[Note 8].

Source et légende : Version québécoise (VQ) sur le Forum du doublage québécois et selon le carton du doublage québécois cinématographique.

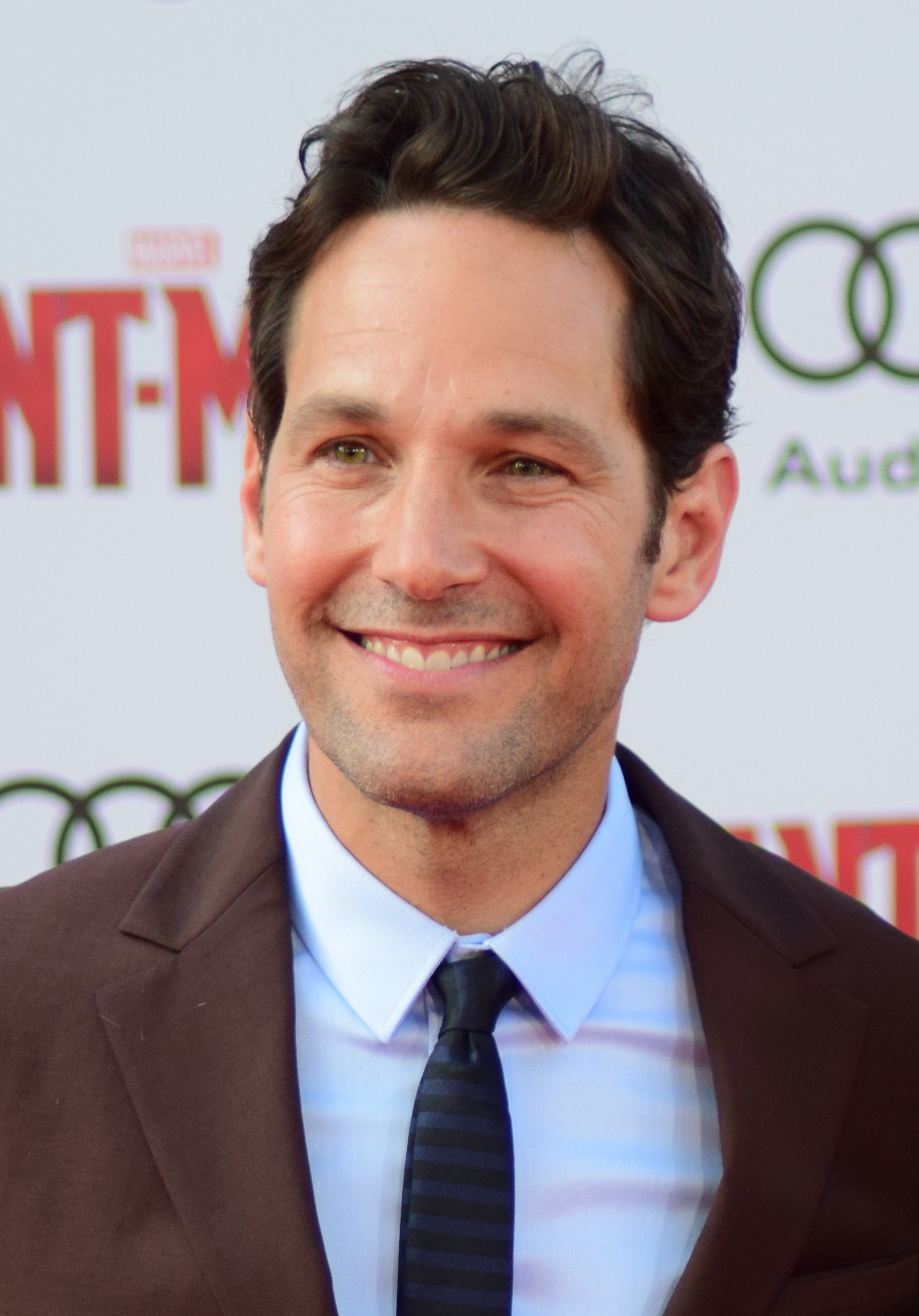
Paul Rudd dans le rôle de Scott Lang
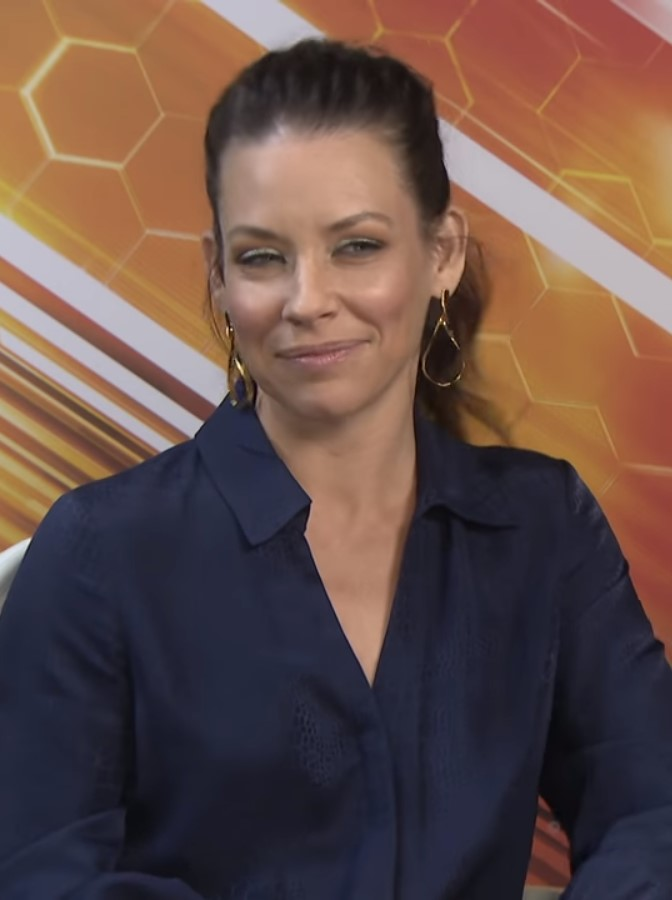
Evangeline Lilly dans le rôle de Hope Van Dyne
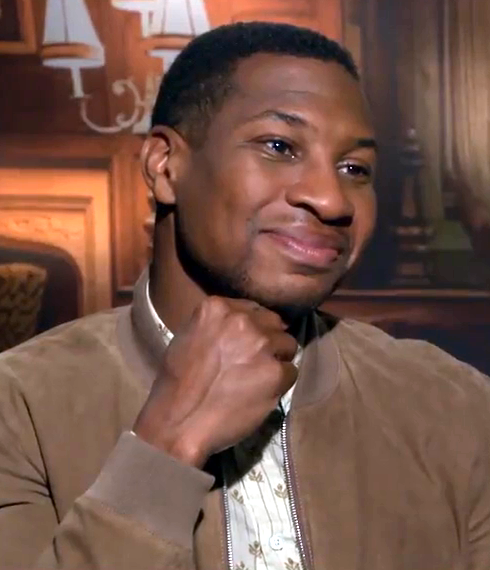
Jonathan Majors dans le rôle de Kang le Conquérant
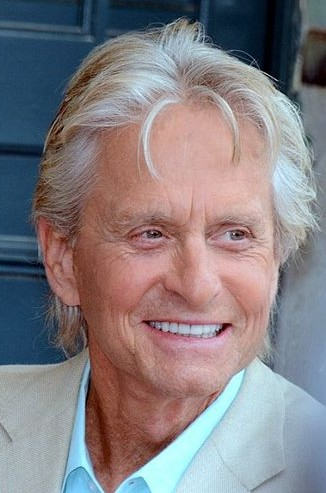
Michael Douglas dans le rôle de Hank Pym
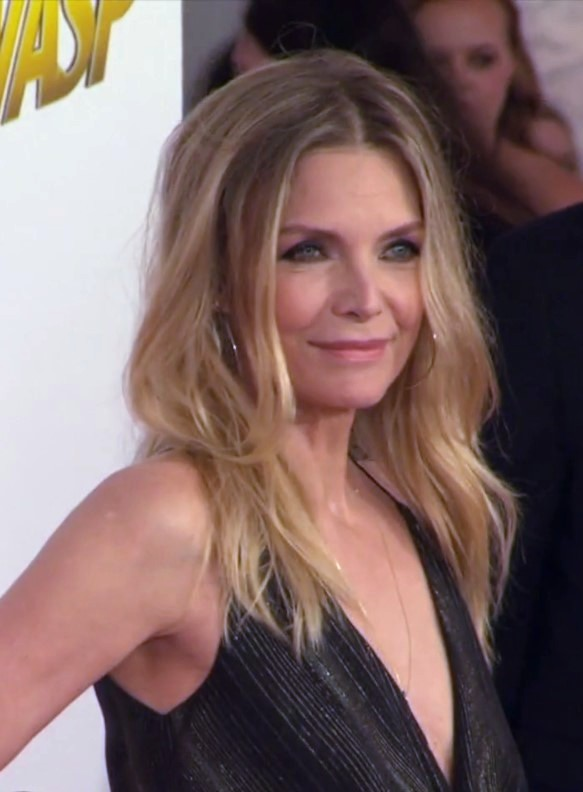
Michelle Pfeiffer dans le rôle de Janet Van Dyne
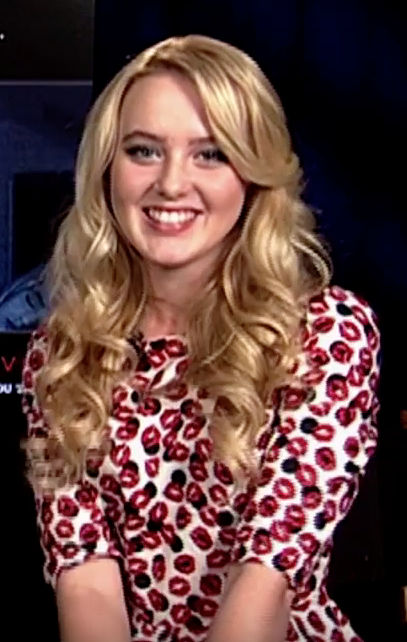
Kathryn Newton dans le rôle de Cassie Lang
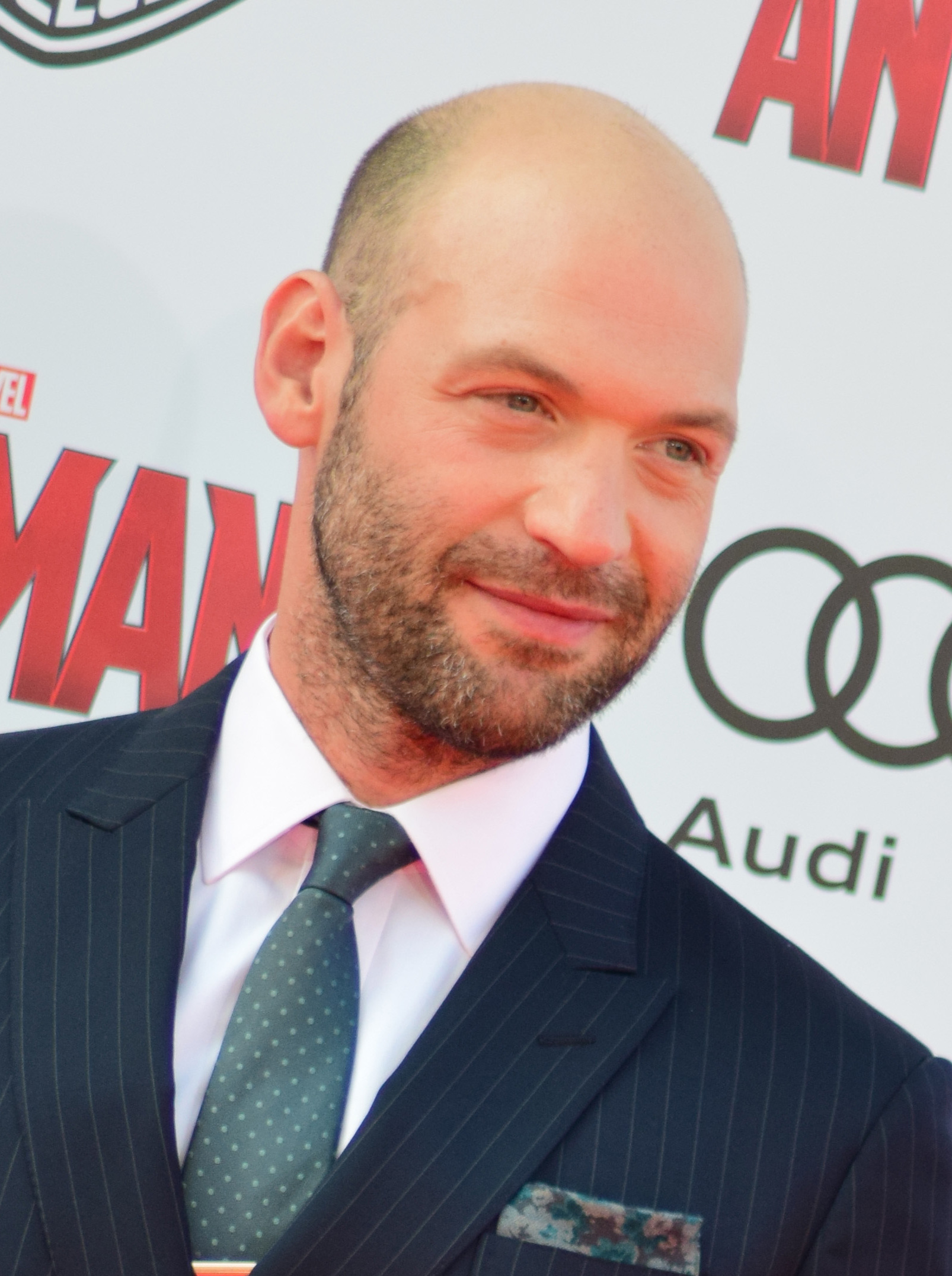
Corey Stoll dans le rôle de Darren Cross
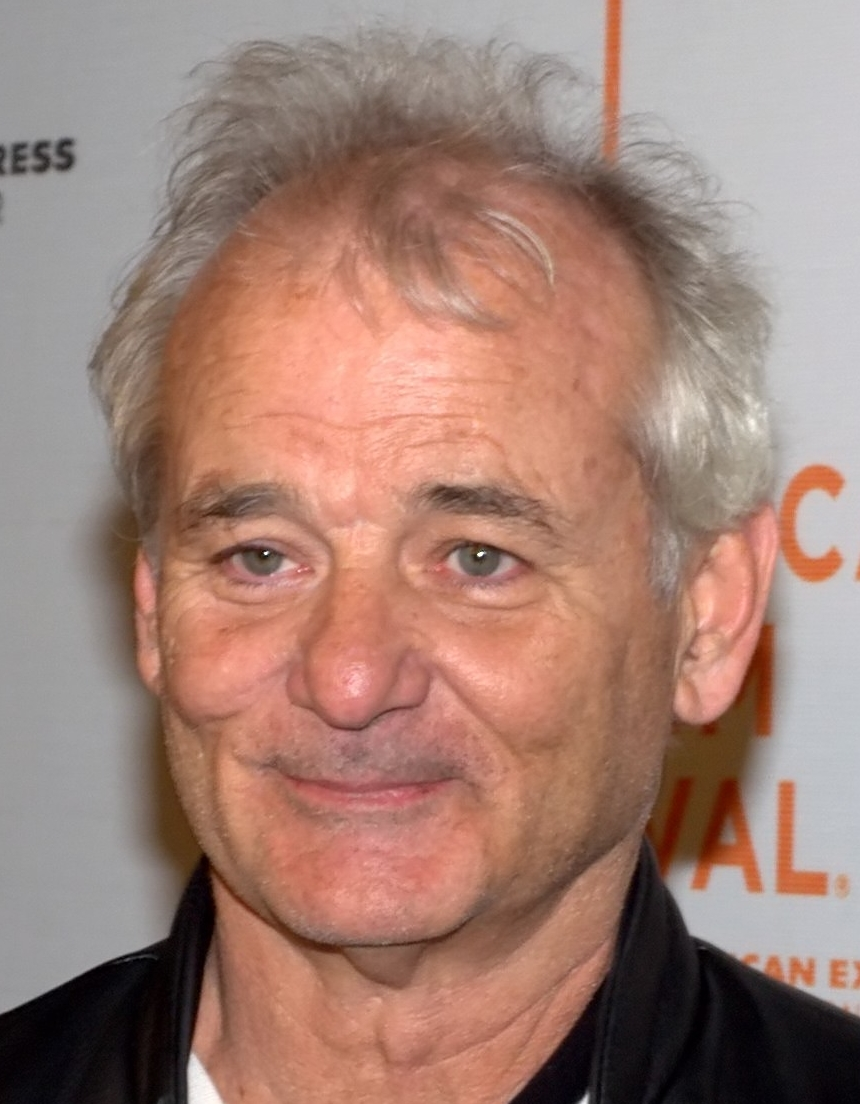
Bill Murray dans le rôle de Lord Krylar

## Production

### Genèse et développement
Après la sortie de Ant-Man et la Guêpe (2018), le réalisateur Peyton Reed évoque l'idée d'un troisième film sur Ant-Man. Il précise qu'il aimerait utiliser davantage la « dimension quantique » introduite dès le premier film. Peyton Reed admet qu'il discute avec Marvel Studios d'intrigues potentielles.
En février 2019, l'acteur Michael Douglas confirme que des discussions informelles ont lieu à propos d'une suite. De son côté, Evangeline Lilly affirme qu'elle n'a aucune information sur l'évolution de son personnage Hope van Dyne après Avengers: Endgame (2019). Michelle Pfeiffer exprime ensuite son souhait de reprendre son rôle de Janet van Dyne.
Peyton Reed est officiellement engagé pour réaliser ce troisième film en novembre 2019. Paul Rudd est également confirmé dans le rôle principal. Evangeline Lilly, Michael Douglas et Michael Peña sont également confirmés. Jeff Loveness est engagé pour écrire le script au moment où Hollywood commence à être affecté par la pandémie de Covid-19. Il commence à écrire en avril 2020. Le début de la production du film est alors flou en raison de la crise sanitaire. En août 2020, le réalisateur confirme que le film est toujours en développement malgré la pandémie. Il confirme qu'Evangeline Lilly aura bien un rôle aussi important que celui de Paul Rudd en réponse à des rumeurs qui disaient que l'actrice serait moins présente après ses commentaires jugés déplacés sur le confinement et la pandémie,.
En septembre 2020, Jonathan Majors est engagé pour un rôle majeur, plus tard révélé comme celui de Kang le conquérant. Le retour de Michelle Pfeiffer est confirmé début 2021. Lors du Disney's Investor Day en décembre 2020, Kevin Feige révèle le titre du film : Ant-Man and the Wasp: Quantumania. Il révèle que Kathryn Newton incarnera Cassie Lang, en remplacement d'Emma Fuhrmann qui l'incarnait dans Avengers: Endgame. Emma Fuhrmann se dit très déçue de ne pas reprendre son rôle mais espère revenir prochainement dans l'univers Marvel.
Le scénariste révèle ensuite que la pause causée par la pandémie a permis de « faire quelque chose de nouveau et de bizarre ». Michelle Pfeiffer et Michael Douglas confirment, plus tard, que le film sortira en 2022,.
En mars 2021, il est annoncé que le rappeur T.I. ne reprendra pas son rôle de Dave, présents dans les deux premiers films. Cela intervient après des accusations d'abus sexuels concernant le rappeur et sa femme Tameka Cottle dévoilées en février 2021. Le magazine Variety précisera ensuite que cette absence avait été décidée avant cela.

### Tournage
Le tournage devait initialement débuter en janvier 2021, mais est retardé en raison de la pandémie de Covid-19,,. En février 2021, Mehmet Ersoy — ministre de la Culture et du Tourisme turc — annonce que le tournage vient de débuter dans la région de Cappadoce et qu'il se poursuivra dans d'autres lieux du pays.
Le tournage principal débute le 26 juillet 2021 dans les studios de Pinewood, en Angleterre sous le faux-titre Dust Bunny. Industrial Light & Magic utilise le procédé StageCraft pour créer des décors virtuels, technique mise en place depuis la série The Mandalorian. Des scènes sont ensuite tournées à Atlanta, puis San Francisco en 2022.

## Musique
Bandes originales de l'univers cinématographique Marvel
Black Panther: Wakanda Forever
(2022) Les Gardiens de la Galaxie Vol. 3
(2023)
La musique du film est composée par le Canadien Christophe Beck, déjà présent dans les deux premiers films Ant-Man. L'album est publié en téléchargement par Hollywood Records et Marvel Music le 15 février 2023.
| Liste des titres | Liste des titres                 | Liste des titres | Liste des titres | Liste des titres | Liste des titres | Liste des titres | Liste des titres | Liste des titres | Liste des titres |
| No               | Titre                            | Durée            |                  |                  |                  |                  |                  |                  |                  |
| ---------------- | -------------------------------- | ---------------- | ---------------- | ---------------- | ---------------- | ---------------- | ---------------- | ---------------- | ---------------- |
| 1.               | Theme from Quantumania           | 2:33             |                  |                  |                  |                  |                  |                  |                  |
| 2.               | We Should Be Dead                | 2:21             |                  |                  |                  |                  |                  |                  |                  |
| 3.               | What Is This Place?              | 1:48             |                  |                  |                  |                  |                  |                  |                  |
| 4.               | Skies of Axia                    | 2:44             |                  |                  |                  |                  |                  |                  |                  |
| 5.               | The Hunter                       | 4:24             |                  |                  |                  |                  |                  |                  |                  |
| 6.               | Fifty Shades of Kang             | 3:23             |                  |                  |                  |                  |                  |                  |                  |
| 7.               | Quantum Nexus                    | 3:16             |                  |                  |                  |                  |                  |                  |                  |
| 8.               | The Conqueror                    | 6:17             |                  |                  |                  |                  |                  |                  |                  |
| 9.               | Through the Storm                | 3:14             |                  |                  |                  |                  |                  |                  |                  |
| 10.              | Sting Operation                  | 2:17             |                  |                  |                  |                  |                  |                  |                  |
| 11.              | Honey, I Shrunk the Energy Core  | 3:02             |                  |                  |                  |                  |                  |                  |                  |
| 12.              | Look Out for the Little Guy      | 2:11             |                  |                  |                  |                  |                  |                  |                  |
| 13.              | He's Kang, He Saw, He Conquered  | 1:23             |                  |                  |                  |                  |                  |                  |                  |
| 14.              | Sting Low, Sweet Variant         | 3:41             |                  |                  |                  |                  |                  |                  |                  |
| 15.              | Like Father Like Daughter        | 1:09             |                  |                  |                  |                  |                  |                  |                  |
| 16.              | Kang Bang                        | 3:19             |                  |                  |                  |                  |                  |                  |                  |
| 17.              | Alien Ant Harm                   | 2:29             |                  |                  |                  |                  |                  |                  |                  |
| 18.              | Threnody for a Reformed Dick     | 2:21             |                  |                  |                  |                  |                  |                  |                  |
| 19.              | Lang vs. Kang                    | 2:49             |                  |                  |                  |                  |                  |                  |                  |
| 20.              | Don't Let Go                     | 2:17             |                  |                  |                  |                  |                  |                  |                  |
| 21.              | Hymenoptera                      | 2:32             |                  |                  |                  |                  |                  |                  |                  |
| 22.              | Holes (feat. David Dastmalchian) | 0:44             |                  |                  |                  |                  |                  |                  |                  |
| 60:14            |                                  |                  |                  |                  |                  |                  |                  |                  |                  |

## Accueil

### Sortie et promotion
En mai 2021, Marvel Studios dévoile une longue bande-annonce pour la phase 4 de l'univers cinématographique Marvel qui révèle la date de sortie américaine du film : 17 février 2023. En octobre 2021, il a été repoussé au 28 juillet 2023 et est revenu à la date de 17 février 2023 en avril 2022.

### Accueil critique
Dans le monde anglo-saxon, Ant-Man et la Guêpe : Quantumania reçoit de la part de l’agrégateur Rotten Tomatoes la note de 47 % pour un total de 383 critiques. Le site Metacritic donne quant à lui la note de 48⁄100 pour un total de 61 critiques.
En France, le site Allociné donne la note de 2,3⁄5, après avoir recensé 26 critiques de presse.
Joanna Robinson, autrice de MCU: The Reign of Marvel Studios, révélera en octobre 2023 que les dirigeants de Marvel Studios, jusqu'alors très confiants dans l'accueil du film par les fans, ont été très surpris des mauvaises critiques et des faibles performances.

### Box-office
Pour son premier jour d'exploitation en France, Ant-Man et la Guêpe : Quantumania se classe premier du box-office des nouveautés sorties ce jour, avec 134 463 entrées pour 2 992 séances. Ce troisième opus n'a pas bénéficié d'avant-première en France, ce qui fait de ce chiffre le record pour un premier jour pour les films de la saga Ant-Man en France (102 000 en 2015 et 113 000 en 2018). Toutefois, si on compte les avant-premières des précédents opus, Ant-Man et la Guêpe se positionne au-dessus avec 159 000 entrées.
Au bout d'une première semaine d'exploitation, le long-métrage américain totalise, en France, 735 356 entrées pour un total de 19 922 séances. Il figure à la troisième place du box-office hebdomadaire derrière Astérix et Obélix : L'Empire du Milieu (756 276) et devant Un homme heureux (233 008),.
La semaine suivante, le film passe la barre symbolique du million d'entrées en France en figurant troisième du box-office de la semaine avec 437 550 entrées supplémentaires.
| Pays ou région        | Box-office        | Date d'arrêt du box-office | Nombre de semaines |
| --------------------- | ----------------- | -------------------------- | ------------------ |
| France                | 1 593 210 entrées | 18 avril 2023              | 9                  |
| États-Unis            | 212 952 249 $     | en cours                   | en cours           |
| Total hors États-Unis | +261 566 796, USD | n/a                        | n/a                |
| Total mondial         | +474 519 045, USD | n/a                        | n/a                |

## Distinctions
Sauf indication contraire, les informations mentionnées dans cette section peuvent être confirmées par la base de données cinématographiques IMDb,  présente dans la section « Liens externes ».

### Nominations
- MTV Movie & TV Awards 2023 : 
  - meilleur héros pour Paul Rudd
  - meilleure distribution
- Guild of Music Supervisors Awards 2023 : meilleure supervision musicale pour une bande-annonce pour Sanaz Lavaedian et Marina Polites
- Saturn Awards 2024 : meilleur film tiré d'un comic